# Penny Parker
Penny Parker est un personnage de fiction récurrent de la série télévisée MacGyver, interprété par Teri Hatcher.
Elle se caractérise par sa capacité à faire des gaffes, entraînant avec elle MacGyver dans des situations inconfortables.
Penny rencontre MacGyver pour la première fois dans un aéroport .

## Liste des épisodes
- 1.16 Pour un sourire de Penny (Every time she smiles)
- 2.13 Bienvenue à l'ouest (Soft touch)
- 2.20 Copains (Friends)
- 4.01 Le secret de la maison Parker (The secret of Parker house)
- 4.09 Cléo Rocks (Cleo Rocks)
- 5.12 Sérénité (Serenity)